# Selenur de plom
El selenur de plom (PbSe) o selenur de plom (II) és un material semiconductor. Forma cristalls cúbics de l'estructura de NaCl; té una banda prohibida directa de 0,27 eV a temperatura ambient. Cal tenir en compte que identifica incorrectament PbSe i altres semiconductors IV-VI com a materials de buit indirecte. Un sòlid gris, s'utilitza per a la fabricació de detectors d'infrarojos per a imatges tèrmiques. El mineral clausthalita és un selenur de plom natural.
Es pot formar per reacció directa entre els seus elements constitutius, plom i seleni. El PbSe va ser un dels primers materials que es va trobar que era sensible a la radiació infraroja utilitzada per a aplicacions militars. Els primers treballs d'investigació sobre el material com a detector d'infrarojos es van dur a terme durant la dècada de 1930 i els primers dispositius útils van ser processats per alemanys, nord-americans i britànics durant i just després de la Segona Guerra Mundial. Des d'aleshores, el PbSe s'ha utilitzat habitualment com a fotodetector d'infrarojos en múltiples aplicacions, des d'espectròmetres per a la detecció de gasos i flames fins a espoletes d'infrarojos per a municions d'artilleria o sistemes de senyalització d'infrarojos passius (PIC).
Com a material sensible a la radiació infraroja, el PbSe té característiques úniques i destacades: pot detectar radiació IR de longituds d'ona d'1,5 a 5,2. μm (finestra infraroja d'ona mitjana, abreujat MWIR - en algunes condicions especials és possible estendre la seva resposta més enllà de 6 μm), té una alta detectivitat a temperatura ambient (rendiment sense refrigeració), i per la seva naturalesa quàntica, també presenta una resposta molt ràpida, la qual cosa fa d'aquest material un excel·lent candidat com a detector d'imatges infraroges d'alta velocitat de baix cost.